# Soechoj Soe-15
De Soechoj Su-15 (Russisch: Су-15) (NAVO-codenaam: Flagon) was een tweemotorige onderscheppingsjager ontworpen door Soechoj voor de Sovjet-Unie in de jaren 60 ter vervanging van de Soechoj Su-11.

## Geschiedenis
Toen de beperkingen van de eerdere Su-9 en Su-11 bekend werden, begon Soechoj gelijk met de ontwikkeling van een herzien en beter toestel. Een variëteit aan ontwikkelde toestellen ontstond, waaronder de T-49, welke de romp deelde met de Su-9, inclusief diens enkele motor, maar maakte gebruik van luchtinlaten aan de zijkanten van de romp, vlak bij de neus, om plek te laten in de neus voor een grote radome voor de 'Oriol-D' radar, en de T-5, in feite een zwaar gemodificeerde Su-11 met bredere romp achter met twee Toemanski R-11 motoren.
Dit leidde tot de T-58, welke de twee motoren combineerde met de neus van de T-49 versie, maar met de inlaten verder naar achter, ter hoogte van de cockpit. Hij kreeg toestemming voor productie op 5 februari 1962, als Su-15, en het eerste prototype vloog op 30 mei 1962. Testen begon op 5 augustus 1963, maar de instroom werd vertraagd door politieke gebekvecht met Jakovlev over de productiecapaciteit in Novosibirsk, waar ook de Jakovlev Jak-28 werd gebouwd. De Su-15 bleek superieur te zijn op vrijwel elk vlak, behalve het bereik, en werd officieel besteld op 3 april 1965. Serieproductie begon het volgende jaar en hij kwam in dienst in 1967 waarbij hij de Su-9, Su-11 en Jakovlev Jak-25 verving. De eerste Su-15 kreeg de NAVO-codenaam Flagon-A. Een versimpelde trainer versie, de Su-15UT (Flagon-C), zonder radar, kwam in 1970 in dienst.
De eerste Su-15s met deltavleugels hadden slechte start en landingskarakteristieken, en daarom onderzocht Soechoj een nieuw vleugelontwerp met verlengde vleugeleindes en extra flaps. De Su-15s met de nieuwe vleugel gingen in 1969 in productie. Ze kregen de NAVO-Codenaam Flagon-D, maar de Sovjetaanduiding bleef hetzelfde.
In 1969 begon ook het testen met de opgewaardeerde Su-15T met de Volkov Taifun radar. De Taifun bleek nogal gevoelig voor problemen, en de productie stopte nadat er tien toestellen gebouwd waren. Dit werd in december 1971 gevolgd door de Su-15TM (Flagon-E), met de verbeterde Taifun-M-radar en de mogelijkheid voor de Grjazev-Sjipoenov GSj-23-snelvuurkanon of Molniya R-60-korteafstandsraketten. De aerodynamica vereiste een herontwerp van de radome met een ovalere vorm en kreeg de NAVO-aanduiding Flagon-F, maar weer bleef de Sovjet-aanduiding hetzelfde. Een vergelijkbare direct inzetbare trainer, de Su-15UM (Flagon-G), volgde in 1976. De laatste Su-15UM's, de laatste Su-15's geproduceerd, kwamen in 1979 van de band.
Verscheidene voorstellen van Soechoj om de Su-15 op te waarderen met betere motoren en aerodynamica, werden afgewezen ten bate van de ontwikkeling van de MiG-23-onderschepper.
Hoewel de Su-15 in grote aantallen is geproduceerd, ongeveer 1.290 van alle types bij elkaar, is hij, evenals andere gevoelige Sovjet-vliegtuigen, nooit geëxporteerd naar het Warschaupact. Een aantal behoren nu toe aan Georgië en Oekraïne na het Uiteenvallen van de Sovjet-Unie, maar slechts weinig zijn er operationeel.
In Rusland werd de Su-15 in 1993 abrupt uit dienst gehaald na het verdrag over de militaire sterktes in Europa. De meeste werden haastig gesloopt in het voordeel van de geavanceerde onderscheppers, zoals de Su-27 Flanker en MiG-31 Foxhound.

## Omschrijving
Hoewel een groot deel van de onderdelen van de Su-15 gelijk waren aan de vorige Su-9 en Su-11, waaronder de luchtremmen achteraan de romp, maakte de Su-15 geen gebruik van de neusinlaat met kegel, maar van inlaten aan de zijkanten van de romp voor twee sterke turbojets, in eerste instantie de Toemanski R-11F. Deze verandering liet ruimte over in de neus voor een sterke zoekradar, in eerste instantie de 'Oriol-D'. De eerste Su-15 (Flagon-A) had pure deltavleugels zoals zijn voorganger, maar deze werden vanaf de elfde productieversie vervangen door geknikte deltavleugels met een grotere spanwijdte en oppervlak, met een klein vleugelschot boven de buitenste pylonen en andere kleppen voor een betere landingskarakteristiek. Dit werd vergezeld van nieuwe staartvlakken die verder naar beneden wezen en een lagere verticale vin.
Net als de originele Lockheed F-104 Starfighter had de Flagon een goede snelheid en klimsnelheid. De start- en landingssnelheden waren relatief hoog, met een startsnelheid van 395 km/h voor de eerste Flagon-A's, en 370 km/h voor de latere Flagon-F's. De besturing was responsief en precies, maar het toestel was onvergeeflijk voor fouten van de piloten.
Ondanks zijn sterke radar was ook de Flagon, zoals de meeste Sovjet onderscheppers van vóór eind jaren 80, afhankelijk van de grondgestuurde onderschepping. Hij was uitgerust met het Lazur-S datalink-systeem, welke instructies naar de piloot stuurde om de onderschepping uit te voeren. De latere Su-15TM had een Vozdukh-1M datalink en SAU-58 systeem, wat de mogelijkheid bood dat het toestel de onderschepping automatisch uitvoerde.
De basisbewapening van de Su-15 was de R-8, later R-98, lucht-luchtraket. Vroege modellen hadden twee raketten, maar vanaf de Flagon-D konden ze er vier meenemen. Zoals de meeste raketten van Sovjetmakelij, werd de R-98 zowel in een infrarode variant als een semi-actieve radar variant gebouwd, en de standaard was van beide een meenemen om de kans op succes te vergroten. De latere Flagon-F modellen hadden vaak twee R-98's en een of twee paar korteafstands-R-60-raketten bij zich. De R-23-middellangeafstandsraket, gedeeld met de MiG-23, was ook een optie in plaats van de R-98. Latere modellen Flagon's hadden soms ook een paar gunpods aan de romppylonen, met beide een dubbelloops Grjazev-Sjipoenov GSj-23L 23 mm snelvuurkanon, hetzelfde als op de MiG-21 en MiG-23.

## Operationele Geschiedenis

Als het basis onderscheppingsvliegtuig van de V-PVO was de Su-15 betrokken bij incidenten met buitenlandse vliegtuigen. Een daarvan was in 1978 toen Korean Air-vlucht 902 werd aangevallen boven Moermansk. Het civiele toestel overleefde de aanval, maar stortte daarna wel neer, waarbij twee passagiers omkwamen. In 1981 ramde een in Bakoe, Azerbeidzjan gestationeerde Su-15 een Iraanse Canadair CL-44, waarschijnlijk met opzet. Erger was het Korean Air-vlucht 007 incident in 1983, toen een Koreaanse Boeing 747 werd neergeschoten door een Su-15TM, gestationeerd op Sachalin, waarbij alle 246 passagiers en 23 bemanningsleden om kwamen. Er kunnen nog meer incidenten zijn geweest met verkennings- en surveillancevliegtuigen, maar die zijn nooit genoteerd.

## Andere varianten
Er waren nog andere varianten, waaronder:
- T-58VD (Flagon-B) - Enkel prototype met drie Kolesov-lift-jets in het midden van de romp voor STOL-mogelijkheid. Niet in serie geproduceerd.
- su-15Sh - Voorgesteld supersonisch aanvalsvliegtuig, aangeboden in 1969, niet gebouwd.
- Su-15-30 - Voorgestelde versie met de radar en raketten van de MiG-25, niet gebouwd.
- Su-15bis - Omgebouwde Su-15TM met R-25-300-motoren voor verbeterde prestaties, niet goedgekeurd voor serieproductie.
- Su-19 - Voorgestelde geavanceerde versie met R-25-300 motoren, andere vleugel en extra pylonen voor raketten. Niet gebouwd.